# Edilio Raggio
Edilio Raggio (Genova, 15 luglio 1840 – Novi Ligure, 22 ottobre 1906) è stato un imprenditore e politico italiano, deputato del Regno d'Italia.

## Biografia
Laureato in giurisprudenza, non esercitò mai l'attività forense, ma si interessò invece al commercio e all'imprenditoria e fece la sua fortuna grazie ad un vantaggioso contratto di fornitura di carbone alle ferrovie in seguito esteso alla Marina Militare.
Fondò da giovane nell'area novese lo stabilimento della Carbonifera Industriale Italiana che sarà poi la base della sua fortuna. Nel 1874 si presentò candidato alla XII Legislatura per il collegio di Novi Ligure ed una volta eletto divenne membro della Giunta del Bilancio e di varie commissioni nonché Relatore del Bilancio della Regia Marina e conservò l'incarico di deputato per più di un quarto di secolo fino al 1900.
Nel 1879 avviò l'attività di armatore e fondò l'acciaieria Raggio & Ratto nell'allora comune autonomo di Sestri Ponente.. La ferriera era dotata del primo "treno a lamiere" in Italia e del primo forno Martin-Siemens della Liguria
Nel 1882 insieme ai fratelli Carlo ed Armando fondò la "Società Italiana di Trasporti Marittimi Raggio & Co." per collegare l'Italia al Sudamerica, sia per quanto riguardava le merci che i passeggeri. 
Proprio in quel periodo acquistò a Cornigliano Ligure lo scoglio di Sant'Andrea dove tra il 1881 e 1885 avrebbe fatto costruire lo splendido Castello Raggio.
Tra il 1898 e il 1899 alcuni incidenti ferroviari in Liguria riconducibili alla qualità del carbone da lui fornito fecero scoppiare uno scandalo nazionale che offuscò temporaneamente la sua immagine pubblica.
A Edilio Raggio sono intitolati una via a Novi Ligure, l'ospedale e una via nel centro di Genova. A Pozzolo Formigaro vicino a Novi Ligure è intitolato l'ex asilo infantile, aperto nel 1860 e inaugurato ufficialmente nel 1896 e poi chiuso nel 1986.